# Nancy Ip
Pour les articles homonymes, voir IP.
Nancy Ip Yuk-yu (en chinois simplifié : 叶玉如 ; chinois traditionnel : 葉玉如 ; pinyin : Yè Yùrú), née le 30 Juillet 1955 à Hong Kong, est une biologiste chinoise, spécialiste des neurosciences. Elle est membre de la World Academy of Sciences, de l'Académie Chinoise des Sciences, et de l'Academie Americaine des Sciences. Elle est Professeur Morningside en Sciences de la Vie, titulaire de Chaire de la Division des Sciences de la Vie et Directeur du State Key Laboratory of Molecular Neuroscience à l'Université des Sciences et Technologies de Hong Kong.

## Biographie

### Naissance et éducation
Nancy Ip naît le 30 Juillet 1955 dans la colonie Britannique de Hong Kong. Sa famille possède alors une maison ancestrale à Taishan, dans la province du Guangdong. Elle est la plus jeune d'une fratrie de six enfants. Elle et ses quatre sœurs ont fréquenté la prestigieuse école Catholique de filles St. Mary's Canossian College à Kowloon. L'une de ses enseignantes de première année était sa sœur aînée.
Elle fait des études supérieures de chimie et biologie au Simmons College de Boston aux États-Unis dont elle sort diplômée avec distinction en 1977. Un objectif de son projet de dernière année portait sur la synthèse de l'anneau β-lactame de la pénicilline. Elle obtient un Doctorat en Biologie (Pharmacologie) au sein de la prestigieuse Harvard Medical School en 1983,, année d'invention la technologie PCR. À la suite de ce cursus, elle effectue une partie de sa carrière scientifique aux États-Unis, d'abord en tant que postdoctorante à l'Institut Sloan-Kettering de New York pendant un an, puis en dirigeant différents laboratoires du secteur privé, notamment pour Regeneron Pharmaceuticals à New York. Ses recherches ont contribué à l'amélioration des connaissances sur le rôle des neurotrophines dans la survie et la différenciation neuronale, mais ont aussi soutenu la preuve du lien entre les systèmes immunitaire et nerveux,,,,,.

### Carrière académique
En 1993, elle intègre la jeune Université des Sciences et Technologies de Hong Kong (HKUST), ouverte deux ans auparavant, afin d'étudier à cette époque les mécanismes de plasticité synaptique,.
Elle y dirige actuellement une équipe de recherche au sein de la division des Sciences de la Vie, impliquée dans la compréhension des mécanismes moléculaires contrôlant les fonctions du système nerveux pour la mise au point de thérapies efficaces sur les troubles neurodégénératifs, en particulier les maladies d'Alzheimer et de Parkinson. Des travaux d'intérêt concernent notamment le rôle de l'immunité innée dans la maladies d'Alzheimer, avec l'implication particulière de l'IL-33, ou des inhibiteurs du récepeur EphA4, tel que la rhynchophylline dérivée de la "griffe de chat", une plante médicinale chinoise (Uncaria rhynchophylla). Des études sur les facteurs de risque génétique et la possibilité de détection précoce de la maladie (y compris par test sanguin) sont également élucidées,.
Ayant été nommé à divers postes de direction administrative à l'Université, notamment Vice-Présidente pour la Recherche et Développement (2016-2022), Doyen de l'Ecole des Sciences (2011 - 2016) et chef du Département de Biochimie (2000 - 2009), le Professeur Ip a accumulé un riche expérience institutionnelle.
Le Professeur Ip est élue membre de l'Académie Chinoise des Sciences en 2001, à la suite notamment de ses contributions majeures sur l'implication d'une kinase cérébrale, Cdk5, dans la signalisation des neurégulines, impliquées dans la communication intercellulaire. La signalisation dépendante de Cdk5 s'est avérée associée à l'autophagie de la maladie de Parkinson, et une piste d'intéret pour l'étude de la modulation de la mémoire et de l'apprentissage,,. Elle est également conseillère élue de la Society for Neuroscience. De plus, elle est membre du Conseil de l'agenda mondial du Forum économique mondial depuis 2012, et a siégé au Global Future Council on the Future of Neurotechnologies and Brain Science. Le Professeur Ip est également récipiendaire de nombreux prix et distinctions, notamment les Prix nationaux des sciences naturelles, le Prix L'OREAL-UNESCO pour les femmes en Science, et catégorisée parmi les 10 scientifiques stars de Chine par la revue scientifique Nature.
Depuis 2013, Nancy Ip est impliquée dans le China Brain Project. En mars 2015, lors du Brain Forum à l’École Polytechnique Fédérale de Lausanne, elle en décrit les contours : « Celle-ci devrait tourner autour de trois axes. Étudier les mécanismes de la neuro-circuiterie qui sous-tendent les fonctions cognitives, imaginer des outils de diagnostic et de traitement précoces des maladies mentales ou neurodégénératives, et développer les technologies intelligentes reliant cerveau et machine. ».
Le 20 Mai 2022, le Conseil de l'Université des Sciences et Technologies de Hong Kong (HKUST) a approuvé à l'unanimité la nomination du Professeur Nancy IP en tant que Présidente de l'Université à compter du 19 octobre 2022. Le Professeur Ip est la première femme à être nommée à ce poste depuis la création de HKUST en 1991.
Une tragédie familiale se cache derrière la quête de Nancy Ip Yuk-yu pour guérir des maladies neuro-dégénératives, alors que sa tante décède de la maladies d'Alzheimer durant son début de carrière.

## Distinctions
- 1998 - Croucher Foundation Senior Research Fellowship[22]
- 2001 - Academician of the Chinese Academy of Sciences[23]
- 2003 et 2011 - State Natural Science Award, State Council of the People's Republic of China[24],[25]
- 2004 - Fellow, The World Academy of Sciences[26]
- 2004 - L'Oréal-UNESCO Awards for Women in Science[27]
- 2008 - Prize for Scientific and Technological Progress of Ho Leung Ho Lee Foundation[28]
- 2008 - Medal of Honor, Hong Kong SAR Government[29]
- 2011 - Chevalier de l'Ordre National du Merite, France[30]
- 2014 - Justice of Peace, Hong Kong SAR Government[31]
- 2015 - Founding Member, The Hong Kong Academy of Sciences[32]
- 2016 - Foreign Associate, US National Academy of Sciences[33]
- 2016 - Foreign Honorary Member, American Academy of Arts and Sciences[34]
- 2016 - 10 Science Stars of China by Nature[35]
- 2017 - Bronze Bauhinia Star (BBS), Hong Kong SAR Government[36]
- 2019 - Fellow of the Chinese Academy of Medical Sciences